# Gerhard Wagner (Autor)
Gerhard Wagner (* 1954 in Siegen) ist ein deutscher Sachbuchautor.

## Leben
Wagner studierte an der Universität Marburg Germanistik und Geschichte für das Lehramt an Gymnasien. Nach dem ersten und zweiten Staatsexamen war er von 1986 bis 2001 hauptamtlicher Mitarbeiter des von ihm mitgegründeten Marburger Kulturzentrums „KFZ“. Von 2001 bis 2021 war er Geschäftsführer der Deutschen Burgenvereinigung und wohnte auf der Marksburg. Er verfasste mehrere Bücher über Redewendungen. Außerdem erschien 2021 eine Gesamtausgabe seiner Kolumne "Alltag auf der Burg" im Mitgliedermagazin der Deutschen Burgenvereinigung und einen Führer durch die Rüstkammer der Marksburg. Seit dem Übergang in den Ruhestand wohnen er und seine Frau wieder in Marburg.

## Werke
- 2010: Schwein gehabt! – Redewendungen des Mittelalters (Regionalia Verlag)
- 2011: Wer's glaubt wird selig! – Redewendungen aus der Bibel (Regionalia Verlag)
- 2012: Das wissen die Götter! – Redewendungen aus der Antike (Regionalia Verlag)
- 2023: Da kräht kein Hahn nach! – Redewendungen aus der Natur (Regionalia Verlag)
- 2021: Alltag auf der Burg – Alternative Fakten über das Leben im Mittelalter (Regionalia Verlag)
- 2024: Die Ritter der Marksburg – Die historische Figurensammlung in Wort und Bild (zweisprachig)